# Aubade (merk)
Aubade is een Frans ondergoedmerk. Het merk werd in 1958 gelanceerd door Claude Pasquier van de in 1875 opgerichte firma Prégermain. Aubade is sinds 2005 een merk van de Zwitserse CALIDA Group. Het merk specialiseert zich in luxueuze en 'verleidelijke' beha's en onderbroeken voor vrouwen, maar omvat ook accessoires, loungewear, zwemkleding en een beperkt aanbod ondergoed voor mannen.
Het merk heeft eigen winkels in Frankrijk, Spanje, Zwitserland, Duitsland, België, Denemarken en het Verenigd Koninkrijk.
Aubade brengt elk jaar een kalender uit met foto's in de typische stijl van het merk: sensueel, ietwat speels, zwart-wit en met het gezicht verborgen.